# Mahan
Mahan (hangul: 마한|, hanja: 馬韓) var en løs føderation af mikrostater og stammer, som eksisterede fra omkring 1. århundrede f.Kr. til det 3. århundrede på den sydvestlige del af Koreahalvøen i det, som i dag er provinserne Chungcheong og Jeolla. Føderationen kom til efter udvandringer fra Gojoseon længere mod nord og fra jin-riget som foruden Mahan, blev opløst i Jinhan og Byeonhan. Alle tre stater mente at være Jin-statens efterfølger. De tre stater har fået fællesbetegnelsen Samhan ("Tre Han"). Baekje var til at begynde med en mikrostat i området under Mahan, men udviklede sig hurtigt, og under kong Goi (234 - 286) blev det, som var tilbage af Mahan, indlemmet i det nye kongerige.

## Historie
Mahan udviklede sig antagelig fra eksisterende bronzealdersamfund fra 200-tallet f.Kr. til 100-tallet f.Kr. og som en følge af indvandring nordfra. Kong Jun af kongedømmet Gojoseon mistede tronen til Wiman og flygtede til den koreanske stat Jin længere med syd omkring 194 f.Kr. - 180 f.Kr. Han og hans tilhængere antages at have skabt en base i Jin. Det er ikke sikkert, om Mahan erobrede eller voksede op omkring disse bosettelser, men Mahan blev påvirket af den nye kultur nordfra.
Indvandringen voksede med Gojoseons fald og etableringen af de kinesiske kommanderier i Liaoning-regionen i 108 f.Kr. Dette beskrives i den kinesiske historietekst Sanguo Zhi, og flere hundrede år senere i de koreanske Samguk Yusa og Samguk Sagi.
I 1. århundrede blev staterne Wolji/Mokji (月支/目支), som havde etableret og udformet Mahanføderasjonen, slået og erobret i kampe mod Baekje og måtte opgive den region, som i dag ligger langs Han-flodens floddal. Sanguo Zhi skriver, at Han-staten faldt i kampe mod Lelang-kommanderiet og Daifang-kommanderiet i år 246. Under konstant pres fra Baekje overlevede elene 20 mikrostater frem til sent i 200-tallet. Baekje indlemmede eller erobrede til sidst dem alle i 400-tallet, og udgjorde på den tid koreas tre kongedømmer sammen med Silla og Goguryeo.

## Politik
Mahan-kongene kaldte sig af og til for "Konge af Jin" med henvisning til den tidligere stat, som man mente at efterfølge, og hævdede derfor også suverænitet over hele Samhan. Mange bronzegenstande og produktionsfaciliteter viser, at Mahan antagelig var den tidligst udviklede af de tre Samhan-stater. På sit højdepunkt omfattede Mahan det meste af floddalen omkring Han-floden, og nutidens provinser Gyeonggi, Chungcheong og Jeolla. Den stærkeste politiske enhed var staten Mokji (목지국, 目支國) i Cheonan i Chungcheong.

## Arv
Historikere fra Goryeo identificerede Mahan med Goguryeo, hvilket bliver støttet af samtidige værker som Samguk Sagi, Samguk Yusa og Jewang Ungi. Dette historiske syn blev tidligere delt af Choe Chiwon, en kendt konfuciansk lærd og historiker, som levede i slutningen af Sillas eksistens. Bortset fra den geografiske beliggenhed beskriver kinesiske Sanguo Zhi, at den etniske oprindelse til kongedømmet Jeong-anguk, en stat som efterfulgte Balhae, var Mahan.
Sent i kongedømmet Joseon blev denne historiske betragtning kritiseret af den tidlige Silhaklærer Han Baek-gyeom, som understregede, at der var en forbindelse mellem Mahan og Baekje, hvis en ser på den geografiske beliggenhed.

## Mikrostater
Ifølge Sanguo Zhi bestod Mahan af 54 mikrostater med op til 10.000 familier hver:
- Gamhae (감해국, 感奚國), senere Iksan.
- Gamhaebiri (감해비리국, 監奚卑離國), senere Hongseong.
- Geonma (건마국, 乾馬國), senere Iksan.
- Gorap (고랍국, 古臘國), senere Namwon.
- Gori (고리국, 古離國), senere Iksan.
- Gobiri (고비리국, 古卑離國), senere Yangpyeong eller Yeoju.
- Gowon (고원국, 古爰國)
- Gotanja (고탄자국, 古誕者國)
- Gopo (고포국, 古蒲國), senere Buyeo.
- Guro (구로국, 狗盧國), senere Cheongyang.
- Gusaodan (구사오단국, 臼斯烏旦國), senere Jangseong.
- Guso (구소국, 狗素國), senere Jeongeup.
- Guhae (구해국, 狗奚國), senere Gangjin.
- Naebiri (내비리국, 內卑離國)
- Noram (노람국, 怒藍國)
- Daeseoksak (대석삭국, 大石索國), senere Yangju eller Ganghwa.
- Mangno (막로국, 莫盧國)
- Manro (만로국, 萬盧國), senere Boryeong eller Gunsan.
- Morobiri (모로비리국, 牟盧卑離國), senere Gochang.
- Mosu (모수국, 牟水國), senere Suwon.
- Mokji (목지국, 目支國), senere Cheonan.
- Baekje (백제국, 伯濟國), senere Seoul.
- Byeokbiri (벽비리국, 辟卑離國), senere Gimje.
- Bulmi (불미국, 不彌國), senere Naju.
- Bulsabunsa (불사분사국, 不斯濆邪國), senere Jeonju.
- Burun (불운국, 不雲國), senere Gongju eller Boseong.
- Biri (비리국, 卑離國), senere Gunsan.
- Bimi (비미국, 卑彌國), senere Seocheon.
- Saro (사로국, 駟盧國), senere Hongseong.[8]
- Sangoe (상외국, 桑外國), senere Hwaseong.
- Soseoksak (소석삭국, 小石索國), senere Gyodong.
- Sowigeon (소위건국, 素謂乾國), senere Boryeong.
- Songnobulsa (속로불사국, 速盧不斯國), senere Gimpo.
- Sinbunhwal (신분활국, 臣濆活國), senere Anseong eller Gapyeong.
- Sinsodo (신소도국, 臣蘇塗國), senere Taean.
- Sinunsin (신운신국, 臣雲新國), senere Cheonan.
- Sinheun (신흔국, 臣釁國), senere Daejeon eller Asan.
- Arim (아림국, 兒林國), senere Seocheon eller Yesan.
- Yeoraebiri (여래비리국, 如來卑離國), senere Iksan.
- Yeomno (염로국, 冉路國), senere Asan.
- Uhyumotak (우휴모탁국, 優休牟涿國), senere Bucheon.
- Wonyang (원양국, 爰襄國), senere Hwaseong eller Paju.
- Wonji (원지국, 爰池國), senere Yeosu.
- Illan (일난국, 一難國)
- Illi (일리국, 一離國)
- Irhwa (일화국, 日華國)
- Imsoban (임소반국, 臨素半國), senere Gunsan.
- Jarimoro (자리모로국, 咨離牟盧國), senere Icheon.
- Jiban (지반국, 支半國), senere Buan.
- Jichim (지침국, 支侵國), senere Eumseong.
- Cheomno (첩로국, 捷盧國), senere Jeongeup.
- Chori (초리국, 楚離國), senere Goheung.
- Chosandobiri (초산도비리국, 楚山塗卑離國), senere Jindo.
- Chiriguk (치리국국, 致利鞠國), senere Seocheon.